# Guillaume-Pierre Godin
Pour les articles homonymes, voir Godin.
Guillaume-Pierre Godin, est un cardinal français né vers 1260 à Bayonne en Aquitaine et mort le 4 juin 1336 à Avignon. Il est membre de l'ordre de dominicains.

## Biographie
Guillaume-Pierre Godin est professeur de philosophie et de théologie. Il est provincial de son ordre en Provence et le premier provincial de son ordre à Toulouse. Godin est nommé maître du palais apostolique à Rome en 1306.
Godin est nommé cardinal-évêque de Santa Maria in Trastevere par le pape Clément V lors du consistoire du 23 décembre 1312. Il participe au conclave de 1314-1316, lors duquel Jean XXII est élu et au conclave de 1334 (élection de Benoît XII). En 1320, le cardinal Godin est nommé légat apostolique en Espagne et il est doyen du Collège des cardinaux en 1323. Il participe à la reconstruction des églises dominicaines de Bayonne et d'Avignon. Grâce à un important don, il permet l'achèvement de la nef de l'église des Jacobins de Toulousequi est consacrée en 1385.
Le 31 juillet 1320, il sacre le nouvel évêque de Paris, Étienne de Bourret. Il connait une disgrâce du pape en 1334.

## Représentations dans des œuvres
Le musée des Augustins de Toulouse conserve dans ses collections de peintures italiennes un imposant crucifix en bois représentant le cardinal Godin en orant aux pieds du Christ. Cette œuvre anonyme est identifiée par certains spécialiste à une production italienne, peut-être celle du Maestro del codice di San Giorgio. D'autres remettent en question l'attribution à un peintre italien pour une production française réalisée à la mort du cardinal Godin en 1336. 
- Anonyme, Christ en croix avec l’orant du cardinal Godin, début XIVe siècle, Maestro del codice di San Giorgio ?, musée des Augustins de Toulouse.

## Notes et références

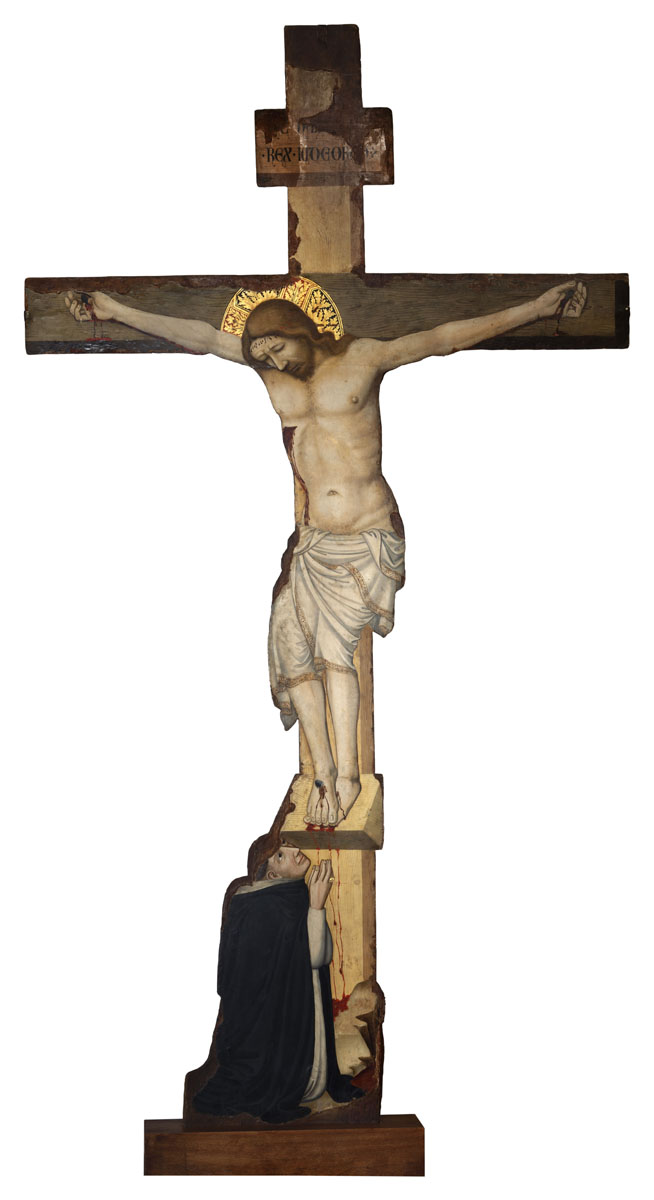
Anonyme, Le Christ en croix avec l'orant du cardinal Guilhem Peire Godin, 315x173 cm, XIVe siècle, Musée des Augustins.